# Lomma község
Lomma község (svédül: Lomma kommun) Svédország 290 községének egyike.
A mai község 1971-ben jött létre.

## Települései
A községben 3 település található:
| Település | Népesség | Megjegyzés         |
| --------- | -------- | ------------------ |
| Lomma     |          | a község székhelye |
| Bjärred   |          |                    |
| Flädie    |          |                    |

## Külső hivatkozások
- Hivatalos honlap Archiválva 2020. november 1-i dátummal a Wayback Machine-ben